# Gewerkschaft Industrie, Gewerbe, Dienstleistungen
Die Gewerkschaft Industrie, Gewerbe, Dienstleistungen (Smuv) war eine schweizerische Gewerkschaft, die von 1888 bis 2004 existierte.
Der Schweizerische Metallarbeiterverband (Smav) wurde 1888 gegründet, er entstand aus den Berufsverbänden der Spengler (1877), Giesser (1886) sowie der Metallarbeiter und Schlosser. Zu diesem Verband stiessen 1896 die Schmiede-Wagner und 1909 der seit 1902 existierende Dachdecker-Verband.
Der Smav fusionierte 1915 mit der Fédération des ouvriers de l’industrie horlogère zum Schweizerischen Metall- und Uhrenarbeiterverband (Smuv). Am 19. Juli 1937 unterzeichnete der Smuv in Zürich gemeinsam mit den evangelischen und christlichen Gewerkschaften den Arbeitsfrieden mit dem Arbeitgeberverband schweizerischer Maschinen- & Metall-Industrieller. 1943 gründeten Mitglieder die Gewerkschaftliche Wohn- und Baugenossenschaft (GEWO-BAG), die in der ganzen Schweiz genossenschaftliches Wohnen ermöglichte.
1992 wurde der Name in Gewerkschaft Industrie, Gewerbe, Dienstleistungen geändert, die Abkürzung wurde beibehalten. Der Smuv vertrat zuletzt knapp 90'000 Mitglieder in der Maschinen-, Metall- und Elektronikindustrie, in der Uhrenindustrie und in verschiedensten Gewerbebereichen. Per 16. Oktober 2004 fusionierte er mit der GBI, dem VHTL und der alten unia zur Grossgewerkschaft Unia.

## SMUV-Zeitung
Die Zeitung war zuerst das Organ des schweizerischen Metallarbeiter-Verbandes, ab 1915 Organ des Schweizerischen Metall- und Uhrenarbeiterverbandes. Gedruckt wurde sie anfänglich monatlich, 1903–1904 halbmonatlich, ab 1904 wöchentlich. Der Titel enthielt diverse Beilagen, u. a.: Aus Technik und Leben (später: Die technische Seite), Unterhaltung und Wissen, Die Arbeit (später: Stimme der Arbeit), Helfer für Garten und Feld. Redaktoren und Beiträger waren Gewerkschafter wie Oskar Schneeberger, Karl Dürr, Konrad Ilg, Peter Bratschi, Fritz Marbach und Ernst Reinhard. Fortgesetzt wurde die Zeitung durch die Unia-Zeitung Work.